# Tettigonia yama
Tettigonia yama är en insektsart som beskrevs av Furukawa 1938. Tettigonia yama ingår i släktet Tettigonia och familjen vårtbitare. Inga underarter finns listade i Catalogue of Life.